# Малий Равен
45°59′ пн. ш. 16°29′ сх. д. / 45.98° пн. ш. 16.48° сх. д.
Малий Равен (хорв. Mali Raven) — населений пункт у Хорватії, у Копривницько-Крижевецькій жупанії у складі міста Крижевці.

## Населення
Населення за даними перепису 2011 року становило 15 осіб.
Динаміка чисельності населення поселення: